# Bertha Lutz
Bertha Lutz (San Paolo, 2 agosto 1894 – Rio de Janeiro, 16 settembre 1976) è stata una politica e zoologa brasiliana.
Lutz divenne una figura di spicco sia nel movimento femminista panamericano che nel movimento per i diritti umani. Fu determinante per ottenere il suffragio femminile in Brasile e rappresentò il suo paese alla Conferenza di San Francisco delle Nazioni Unite, firmando a suo nome lo Statuto delle Nazioni Unite. Oltre al suo lavoro politico, è stata una naturalista al Museo nazionale del Brasile, specializzata in Dendrobatidae; tre specie di rane e due specie di lucertole prendono il suo nome. 

## Biografia
Il padre, Adolfo Lutz (1855-1940), è stato un pioniere medico ed epidemiologo di origine svizzera mentre la madre, Amy Marie Gertrude Fowler, era un'infermiera britannica. Bertha Lutz ha studiato scienze naturali, biologia e zoologia all'Università di Parigi-Sorbona, laureandosi nel 1918. Poco dopo aver conseguito la laurea, è tornata in Brasile.

### Attività politica
Nel 1919, un anno dopo il suo ritorno in Brasile, Lutz fondò la Lega per l'emancipazione intellettuale delle donne e fu nominata rappresentante del governo brasiliano nel Consiglio internazionale femminile dell'Organizzazione internazionale del lavoro (OIL). Lutz in seguito creò la Federazione brasiliana per il progresso delle donne (1922), un gruppo politico che sosteneva i diritti delle donne brasiliane, soprattutto il loro diritto di voto, in tutto il mondo. Lutz prestò servizio come delegata alla Conferenza delle donne panamericane a Baltimora lo stesso anno, e avrebbe continuato a partecipare alle conferenze sui diritti delle donne negli anni a seguire. Nel 1925, fu eletta presidente dell'Unione interamericana delle donne. Il coinvolgimento di Lutz nella lotta per il suffragio femminile la rese una figura di spicco del movimento per i diritti delle donne fino alla fine del 1931, quando le donne brasiliane ottennero finalmente il diritto di voto. 
La difesa dei diritti delle donne non si concluse con il diritto di voto; Lutz continuò a svolgere un ruolo di primo piano nella campagna femminista. Nel 1933, dopo aver conseguito la laurea in giurisprudenza presso la Facoltà di Giurisprudenza dell'Università federale di Rio de Janeiro, Lutz partecipò e presentò diverse proposte per l'equità di genere alla Conferenza interamericana di Montevideo, Uruguay. La più importante di queste proposte è stata la sua richiesta di riorientamento della Commissione interamericana delle donne sulla questione della parità di genere sul posto di lavoro.
Nel 1935, Lutz decise di candidarsi per il Congresso Nazionale del Brasile e arrivò seconda dietro a Cándido Pessoa, sostituendolo quando questi morì un anno dopo, rendendo Lutz una delle poche rappresentanti donne al parlamento brasiliano dell'epoca. La prima iniziativa che Lutz presentò al Congresso fu l'adozione di uno "Statuto delle donne", un comitato per analizzare tutte le leggi e gli statuti brasiliani per garantire che nessuno violasse i diritti delle donne.

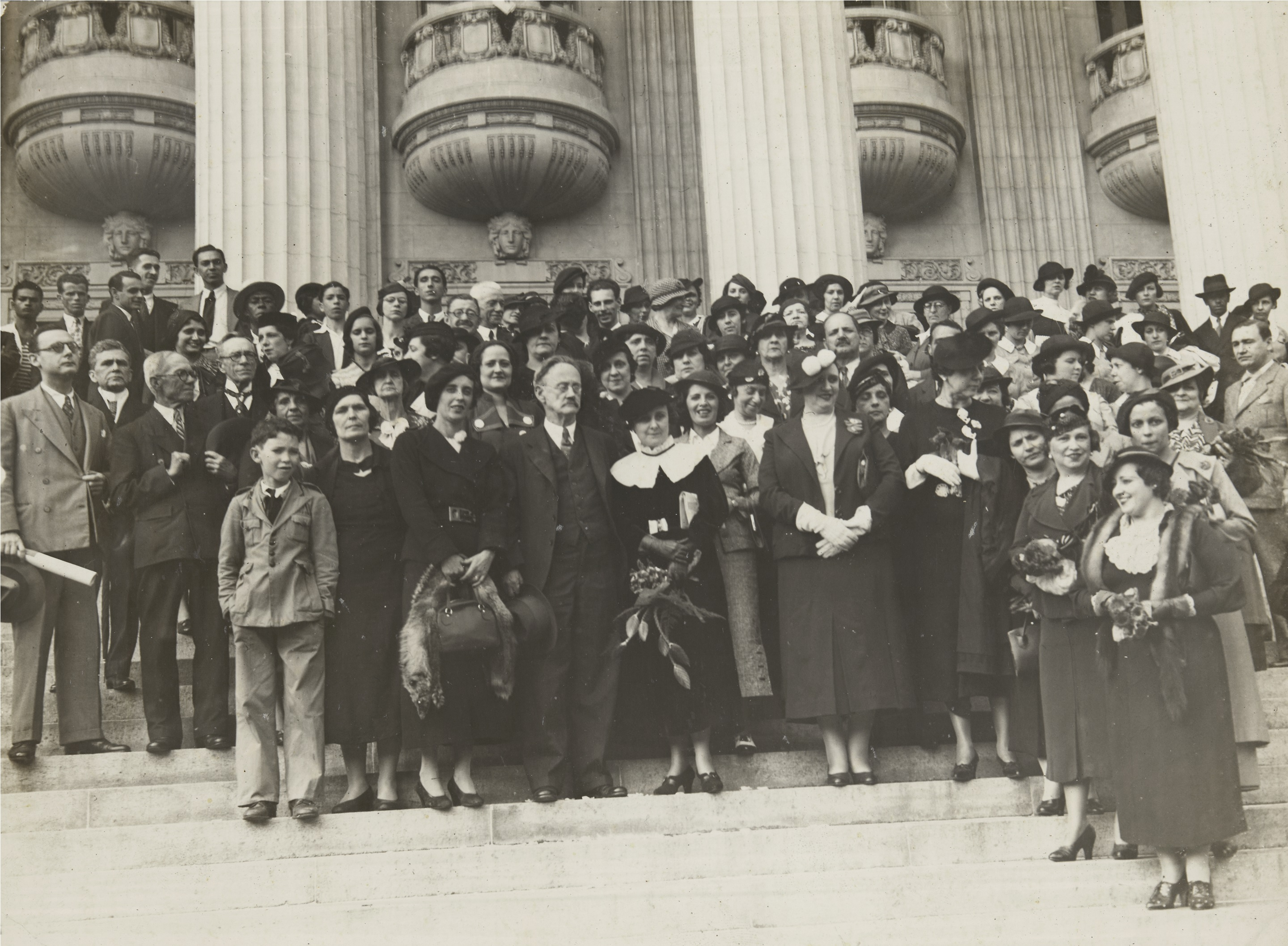
Bertha Lutz con la famiglia, le femministe e la Federazione brasiliana per il progresso delle donne sulle scale della Camera dei deputati, Rio de Janeiro. (1936)

Lutz, tuttavia, non fu in grado di portare avanti le sue misure quando Getúlio Vargas fu reintegrato come dittatore nel 1937, il che portò alla sospensione del parlamento e al progetto di Statuto. Lutz continuò comunque la sua carriera diplomatica. Fu una delle quattro donne a firmare la Carta delle Nazioni Unite alla Conferenza interamericana delle donne tenutasi a San Francisco nel 1945 e fu vicepresidente della Commissione interamericana delle donne dal 1953 al 1959.
Durante il Congresso internazionale delle donne lavoratrici del 1919, Lutz sostenne l'uguaglianza tra i sessi e la menzione specifica delle donne nelle clausole che proteggono dalle ingiustizie e dagli abusi.
Alla Conferenza panamericana delle donne del 1922, Lutz sostenne l'uguaglianza dei diritti e delle opportunità delle donne, con particolare attenzione all'inclusione politica.
Lutz venne preparata alla Conferenza interamericana di Montevideo del 1933 con uno studio sullo status giuridico delle donne nelle Americhe e sostenne che la nazionalità delle donne sposate non dovesse dipendere da quella dei loro mariti. Ha anche proposto un trattato sulla parità dei diritti e ha spinto la Commissione interamericana delle donne a rifocalizzarsi sulle condizioni di lavoro delle donne nelle Americhe.

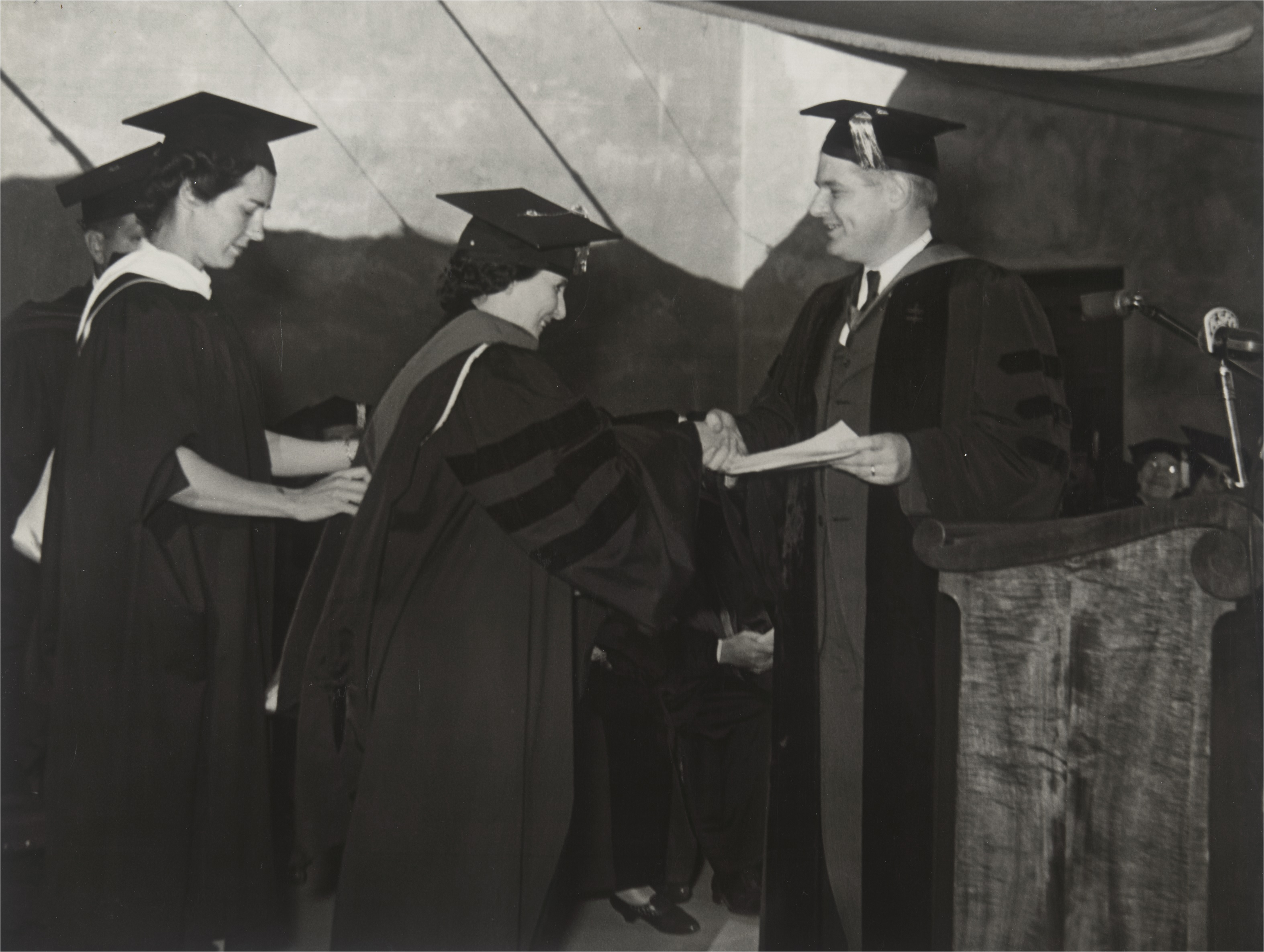
Lutz riceve il Doutor Honoris Causa (Mills College, 1945)

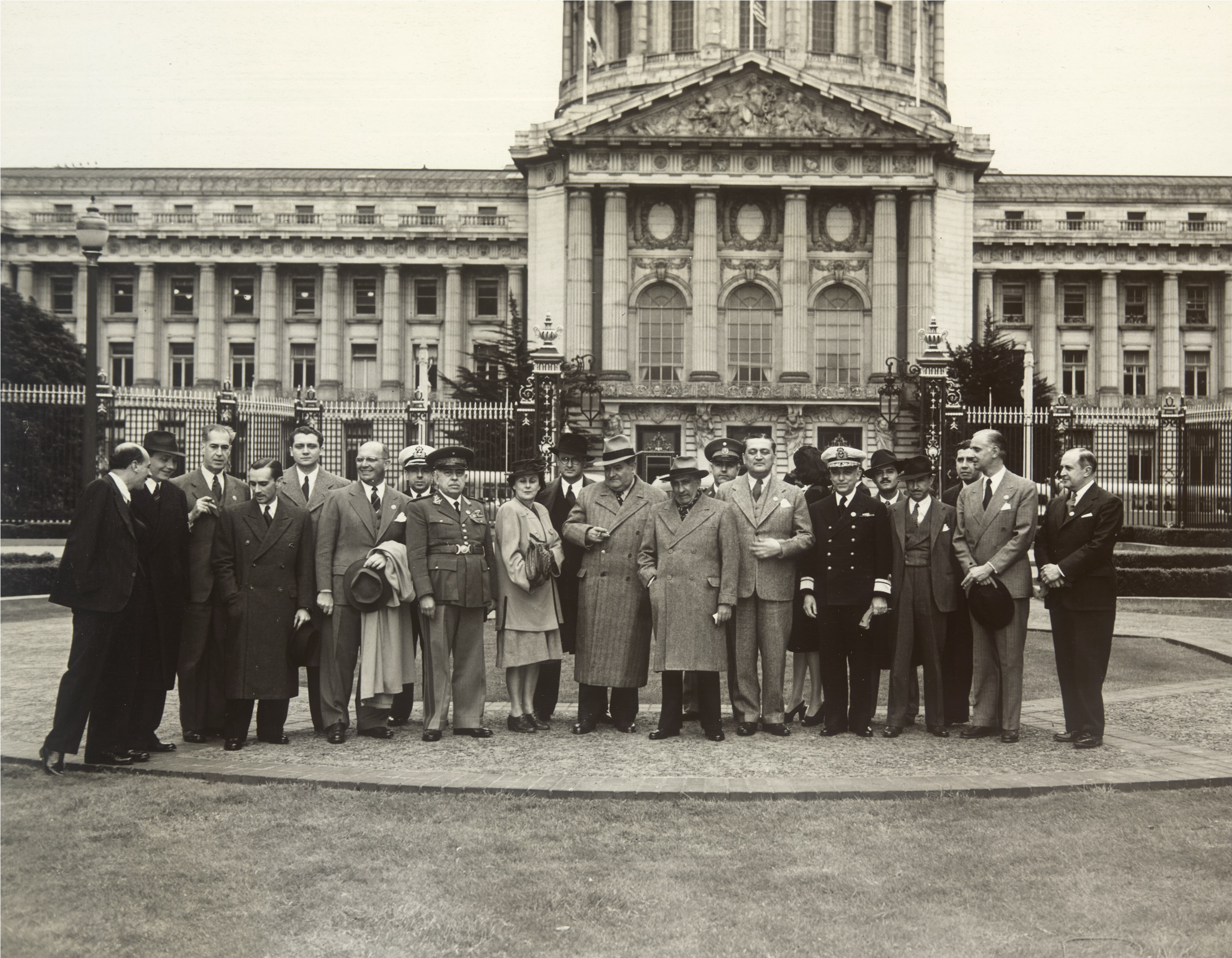
Lutz alla conferenza delle Nazioni Unite (San Francisco, 1945)

Durante la Conferenza delle Nazioni Unite sull'organizzazione internazionale del 1945 a San Francisco, Lutz, insieme a Minerva Bernardino, lottarono per l'inclusione della parola "donne" nel preambolo della Carta delle Nazioni Unite. La prima bozza non menzionava la parola "donne", e contro la delegata americana Virginia Gildersleeve e le consulenti britanniche donne, Lutz e altre donne dell'America Latina hanno insistito che l'ultima clausola recitasse: "... la fede nei diritti umani fondamentali, nel dignità della persona umana, a parità di diritti di uomini e donne e di nazioni grandi e piccole " Lutz ha inoltre proposto la creazione di una commissione speciale per le donne il cui scopo sarebbe quello di analizzare lo "status giuridico delle donne" in tutto il mondo per comprendere meglio le disuguaglianze che affrontano e prepararsi meglio per combatterle. Lutz è riconosciuta come la più importante e tenace sostenitrice dell'inclusione dei diritti delle donne nella carta, e senza il suo lavoro le Nazioni Unite non avrebbero probabilmente avuto un mandato per proteggere e promuovere i diritti delle donne.

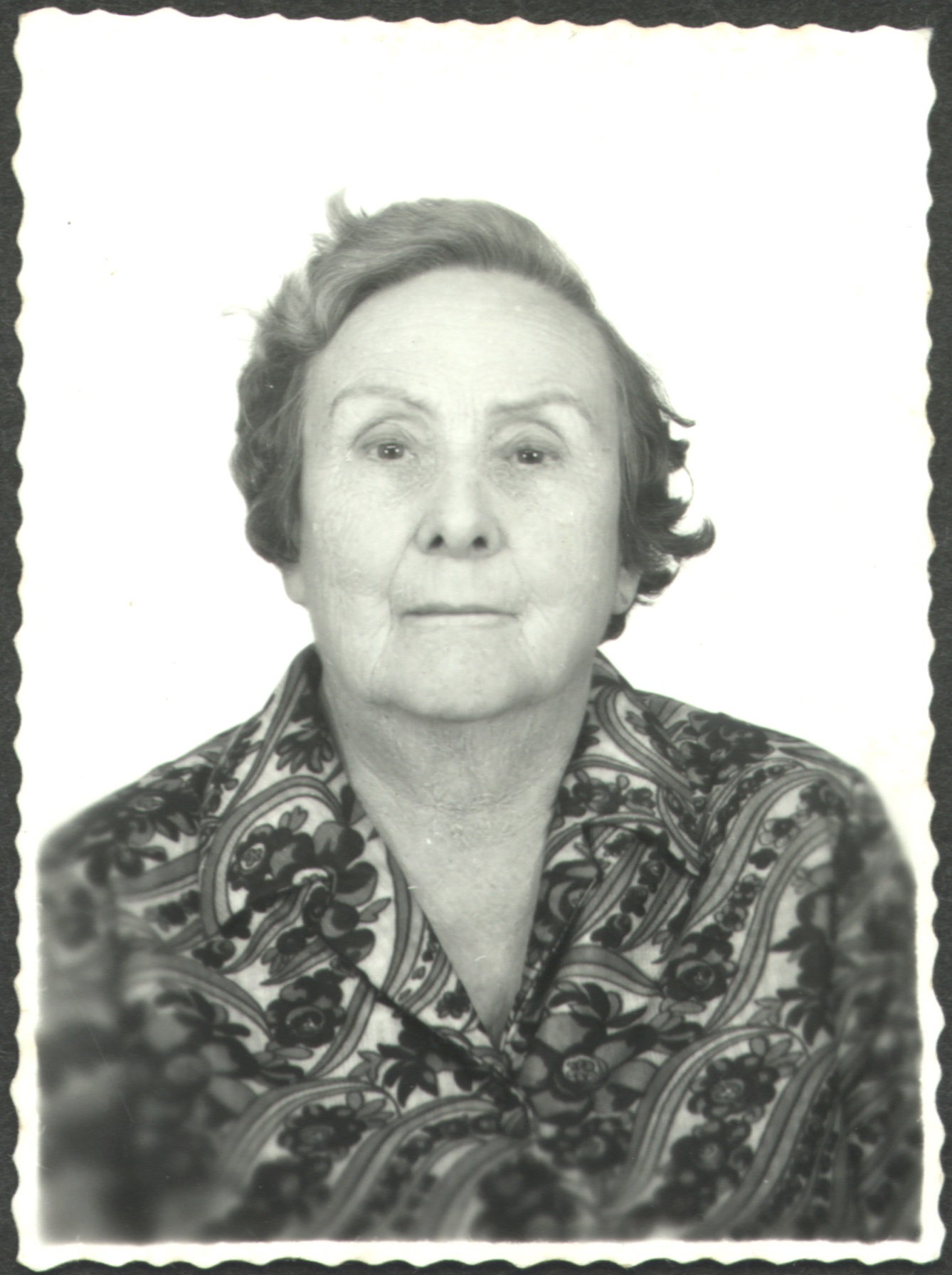
Lutz negli ultimi anni.

Nel 1964, Lutz è stata a capo della delegazione brasiliana alla 14ª Commissione interamericana a Montevideo. Inoltre, durante la 15ª riunione annuale della Commissione interamericana delle donne tenutasi nel 1970, ha proposto di tenere un seminario dedicato ad affrontare i problemi specifici affrontati dalle donne indigene. Sebbene avesse oltre settant'anni durante questa fase della sua vita, Lutz ha continuato a partecipare a conferenze e a promuovere l'espansione dei diritti delle donne, tra cui alla Conferenza mondiale sulle donne del 1975, a Città del Messico.

### Attività scientifica
Dopo essere tornata in Brasile nel 1918, Lutz si dedicò allo studio degli anfibi, in particolare le rane a "freccia avvelenata" e le rane della famiglia Hylidae. Nel 1919, fu assunta dal Museu Nacional do Rio de Janeiro. In seguito è diventata naturalista presso la sezione di botanica. Durante tutta la sua vita, Lutz pubblicherà numerosi studi e pubblicazioni scientifiche, in particolare "Osservazioni sulla storia della vita della rana brasiliana" (1943), "Un notevole coro di rane in Brasile" (1946) e "Nuove rane dalla montagna di Itatiaia" (1952). Nel 1958, descrisse quella che oggi è conosciuta come la rapide di Lutz (Paratelmatobius lutzii Lutz e Carvalho, 1958), che prende il nome in onore di suo padre.
Lutz ha avuto come riconoscimento l'uso del suo nome nella classificazione di due specie di lucertole brasiliane, Liolaemus lutzae e Phyllopezus lutzae, nonché di tre specie di rane, Dendropsophus berthalutzae, Megaelosia lutzae e Scinax berthae.

## Opere selezionate
- Osservazioni sulla storia della vita della rana brasiliana (1943)
- Un notevole coro di rane in Brasile (1946)
- Nuove rane dal monte Itatiaia (1952).